# Гідростатика
Гідроста́тика (рос.гидростатика; англ. hydrostatics, fluid statics; нім. Hydrostatik)  — розділ гідромеханіки, що вивчає закони рівноваги рідин, які перебувають у стані абсолютного чи відносного спокою та рівноваги тіл, занурених у рідини за умови, коли відсутні переміщення часток рідини одна відносно одної.

## Загальний опис
Рідина, що перебуває у стані спокою у системі координат, зв'язаній із Землею, знаходиться в абсолютному спокої. Спокій рідини у системі координат, котра рухається відносно Землі, називають відносним.
У загальному випадку рідина зазнає дії масових і поверхневих сил. При цьому спокій рідини спостерігається тільки у випадку, коли масові сили мають потенціал і постійні у часі. Зазвичай, розглядають стан спокою рідини, що піддається дії сил гравітації та інерції.

## Основне завдання гідростатики
Одне з основних завдань гідростатики — вивчення розподілу тиску в рідині. Знаючи розподіл тиску на підставі законів гідростатики, можна розрахувати сили, що діють з боку рідини, що знаходиться в стані спокою, на занурені в неї тіла, наприклад, на стіну греблі, занурений трубопровід, конструкції морських нафто- і газовидобувних платформ тощо. Зокрема, можна вивести умови плавання тіл на поверхні або усередині рідини, а також з'ясувати, за яких умов тіла, що плавають будуть мати стійкість, що особливо важливо в кораблебудуванні. На законах гідростатики, зокрема на законі Паскаля, ґрунтується робота гідравлічного преса, гідравлічного акумулятора, рідинного манометра, сифона й багатьох ін. машин і приладів.
Рідина, на відміну від твердих тіл, має властивість текучості, саме тому в рідині не може існувати анізотропії напружень, а значить замість багатокомпонентного тензора, напруження в рідині описується скалярною величиною  — тиском.
Основним завданням гідростатики є визначення (опис) скалярно
{\displaystyle \mathbf {F} ={\frac {1}{\rho }}\nabla p},
де:
{\displaystyle \mathbf {F} }  — векторне поле одиничних масових сил (сила, що діє на одиницю маси рідини);
{\displaystyle \rho }  — густина (питома маса) рідини;
p  — тиск.
Це співвідношення може бути отримане з рівнянь Нав'є-Стокса, за умови, що швидкість дорівнює нулю. Воно справедливе як для нестисливої рідини, так і для стисливої рідини та газів.

### Закон Паскаля
За відсутності масових сил (F=0) рівняння спрощується до вигляду:
{\displaystyle 0={\frac {1}{\rho }}\nabla p}.
Це означає, що коли у рідині масові сили відсутні, тиск в рідині рівномірно розподіляється у всіх точках рідини. Цю закономірність, вперше сформулював Блез Паскаль, звідси і назва «закон Паскаля», що традиційно вважається найважливішим законом гідростатики.

### Рідина в однорідному полі масових сил
Коли масова сила рівномірно розподілена по всьому об'єму рідини і спрямована вздовж осі, тиск залежить лише від цієї координати, і рівняння рівноваги рідини може бути зведене до вигляду:
{\displaystyle \rho F_{z}={\frac {dp}{dz}}\,}
або
{\displaystyle \rho F_{z}{dz}={dp}\,}
де:
{\displaystyle F_{z}}  — одинична сила у напрямку осі z;
{\displaystyle dz}  — приріст координати положення;
{\displaystyle dp}  — відповідний приріст тиску.
Коли густина рідини не залежить від тиску, що практично справедливе для всіх рідин, і одинична масова сила відповідає прискоренню вільного падіння {\displaystyle F_{z}=g}, рівняння, що описують тиск рідини записується як:
{\displaystyle \ p=p_{0}+\rho gH},
де:
p  — тиск у рідині на глибині H;
{\displaystyle p_{0}}  — тиск, що діє на поверхню рідини;
H  — глибина, на якій визначається тиск.
Це основне рівняння гідростатики показує, що абсолютний гідростатичний тиск в будь-якій точці простору, зайнятому рідиною, дорівнює сумі зовнішнього тиску p0 і надлишкового тиску ρgH:
З цього рівняння випливає рівність рівнів у сполучених посудинах, пояснення гідростатичного парадоксу та закону Архімеда.

### Випадок для газів
У газах, в тому числі і в земній атмосфері (повітрі), густина суттєво залежить від тиску і ця залежність описується рівнянням стану ідеального газу:
{\displaystyle \rho ={\frac {p\mu }{RT}}\,}
де:
- {\displaystyle \mu } — молярна маса газу,
- R — газова стала,
- T — температура газу.

Звідси випливає залежність тиску газу від висоти:
{\displaystyle p=p_{0}e^{\frac {-\mu gz}{RT}}.}
Це рівняння має назву барометрична формула.

## Закони гідростатики

### Закон Архімеда
Закон Архімеда закон гідростатики, згідно з яким на будь-яке тіло, занурене в рідину або газ, діє виштовхувальна сила, яка дорівнює вазі витисненої даним тілом рідини (газу) і за напрямом протилежна їй і прикладена у центрі мас витісненого об'єму рідини

### Основна теорема гідростатики
Основна теорема гідростатики сформульована і доведена Ейлером у 1755 році і у ній говориться, що величина гідростатичного тиску в даній точці не залежить від орієнтації в просторі площинки, на якій вона розташована.

### Закон Паскаля
Закон Паскаля стверджує, що тиск, прикладений ззовні до рідини або газу у закритій ємкості передається у всі точки середовища однаково. Таким чином, рідина має властивість передавати зовнішній тиск усім розташованої всередині неї частинкам рідини без зміни.